# São Vicente de Aljubarrota
São Vicente de Aljubarrota foi uma freguesia portuguesa do município de Alcobaça, com 20,91 km² de área e 2 404 habitantes (2011). Densidade: 112,2 hab/km².
Foi extinta em 2013, no âmbito de uma reforma administrativa nacional, tendo sido agregada à freguesia de Prazeres de Aljubarrota, para formar uma nova freguesia denominada Aljubarrota.

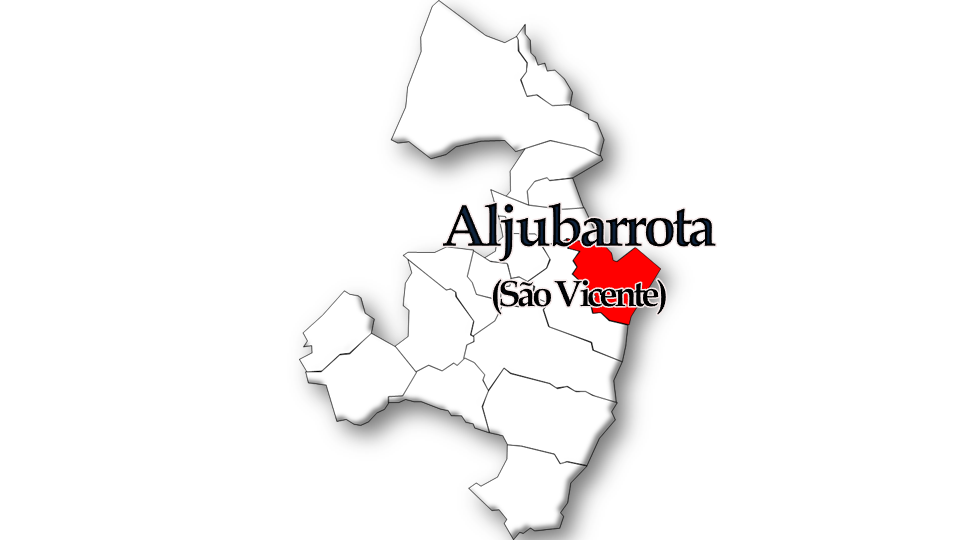
Localização no município de Alcobaça

## População

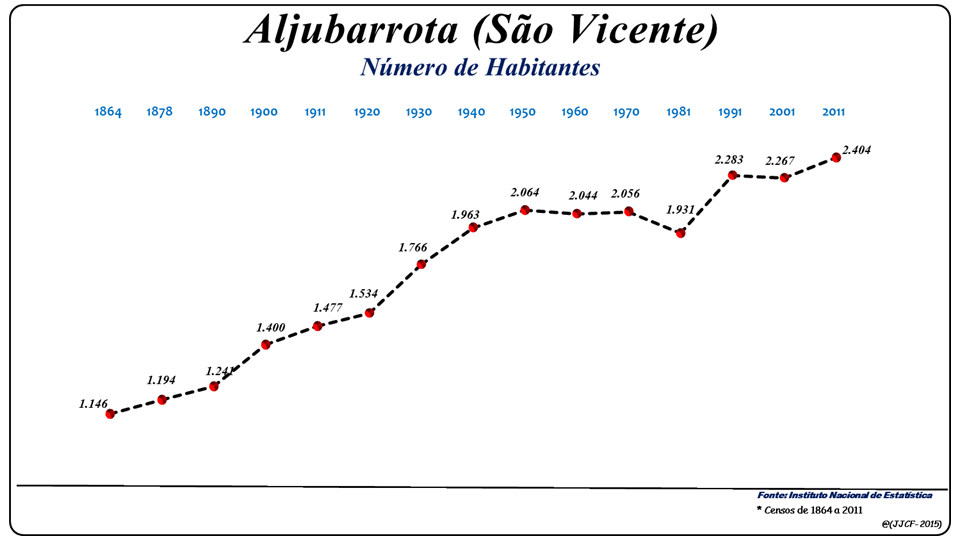
Evolução da População (1864 / 2011)

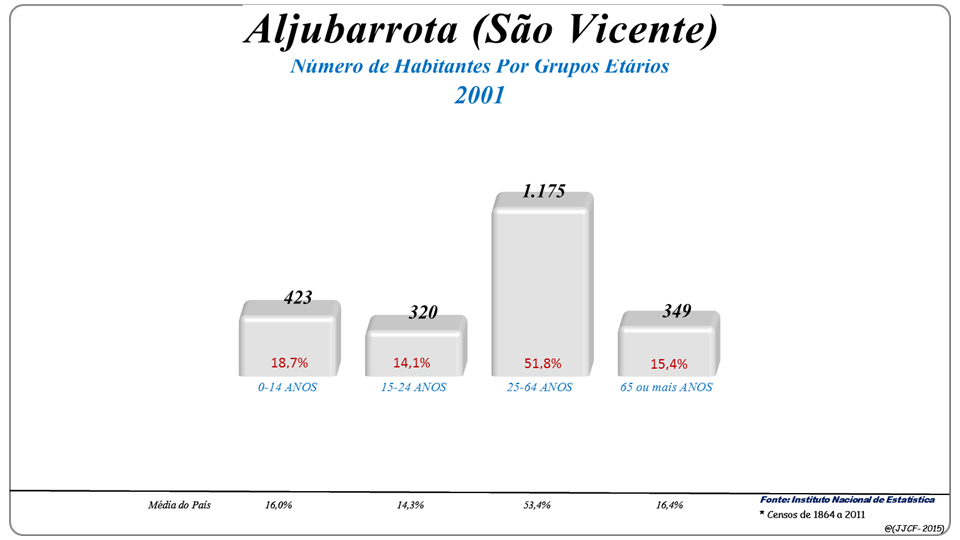
Grupos Etários (2001 e 2011)

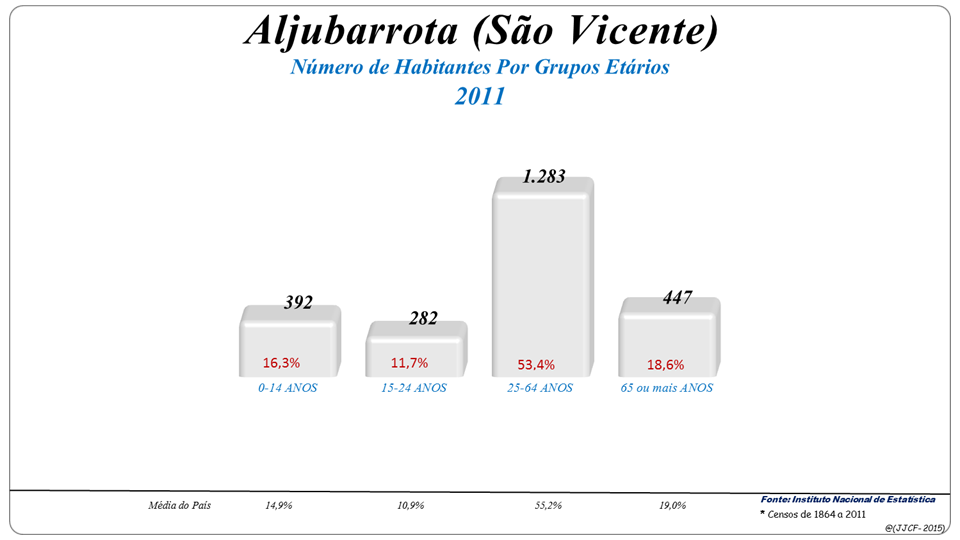
Grupos Etários (2001 e 2011)

| População da freguesia de Aljubarrota (São Vicente) | População da freguesia de Aljubarrota (São Vicente) | População da freguesia de Aljubarrota (São Vicente) | População da freguesia de Aljubarrota (São Vicente) | População da freguesia de Aljubarrota (São Vicente) | População da freguesia de Aljubarrota (São Vicente) | População da freguesia de Aljubarrota (São Vicente) | População da freguesia de Aljubarrota (São Vicente) | População da freguesia de Aljubarrota (São Vicente) | População da freguesia de Aljubarrota (São Vicente) | População da freguesia de Aljubarrota (São Vicente) | População da freguesia de Aljubarrota (São Vicente) | População da freguesia de Aljubarrota (São Vicente) | População da freguesia de Aljubarrota (São Vicente) | População da freguesia de Aljubarrota (São Vicente) |
| --------------------------------------------------- | --------------------------------------------------- | --------------------------------------------------- | --------------------------------------------------- | --------------------------------------------------- | --------------------------------------------------- | --------------------------------------------------- | --------------------------------------------------- | --------------------------------------------------- | --------------------------------------------------- | --------------------------------------------------- | --------------------------------------------------- | --------------------------------------------------- | --------------------------------------------------- | --------------------------------------------------- |
| 1864                                                | 1878                                                | 1890                                                | 1900                                                | 1911                                                | 1920                                                | 1930                                                | 1940                                                | 1950                                                | 1960                                                | 1970                                                | 1981                                                | 1991                                                | 2001                                                | 2011                                                |
| 1 146                                               | 1 194                                               | 1 241                                               | 1 400                                               | 1 477                                               | 1 534                                               | 1 766                                               | 1 963                                               | 2 064                                               | 2 044                                               | 2 056                                               | 1 931                                               | 2 283                                               | 2 267                                               | 2 404                                               |

## Localidades
- Ataíja de Baixo
- Ataíja de Cima
- Cadoiço
- Casais de Santa Teresa
- Casal do Rei
- Chãos
- Cumeira de Baixo
- Mogo
- Olheiros
- Val Vazão
- Carvalhal
- Moleanos ( uma parte)
- Ganilhos
- Chiqueda
- Carrascal
- Lagoa do Cão
- Covões
- Lameira
- Boa Vista (uma parte)

## Património

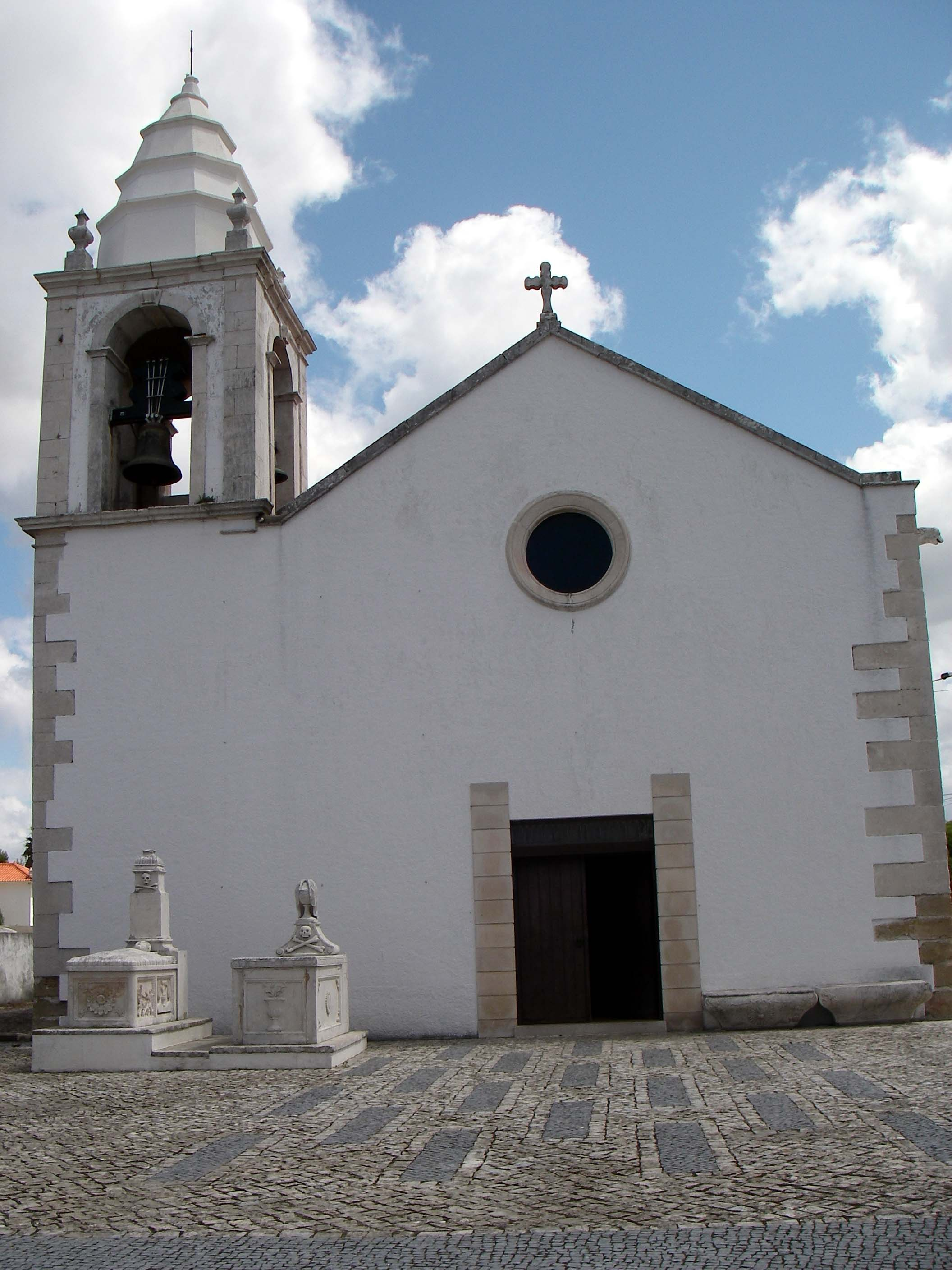
Igreja de Nossa Senhora dos Prazeres

- Igreja Paroquial de São Vicente de Aljubarrota
- Ermida de São João Baptista, incluindo o actual adro e parte do talude de assentamento
- Igreja de Nossa Senhora dos Prazeres
- Janela manuelina, num prédio na Rua Direita, 49
- Pelourinho de Aljubarrota
- Casa do Monge Lagareiro, também denominada Lagar dos Frades

imagens de pontos historicos e turisticos
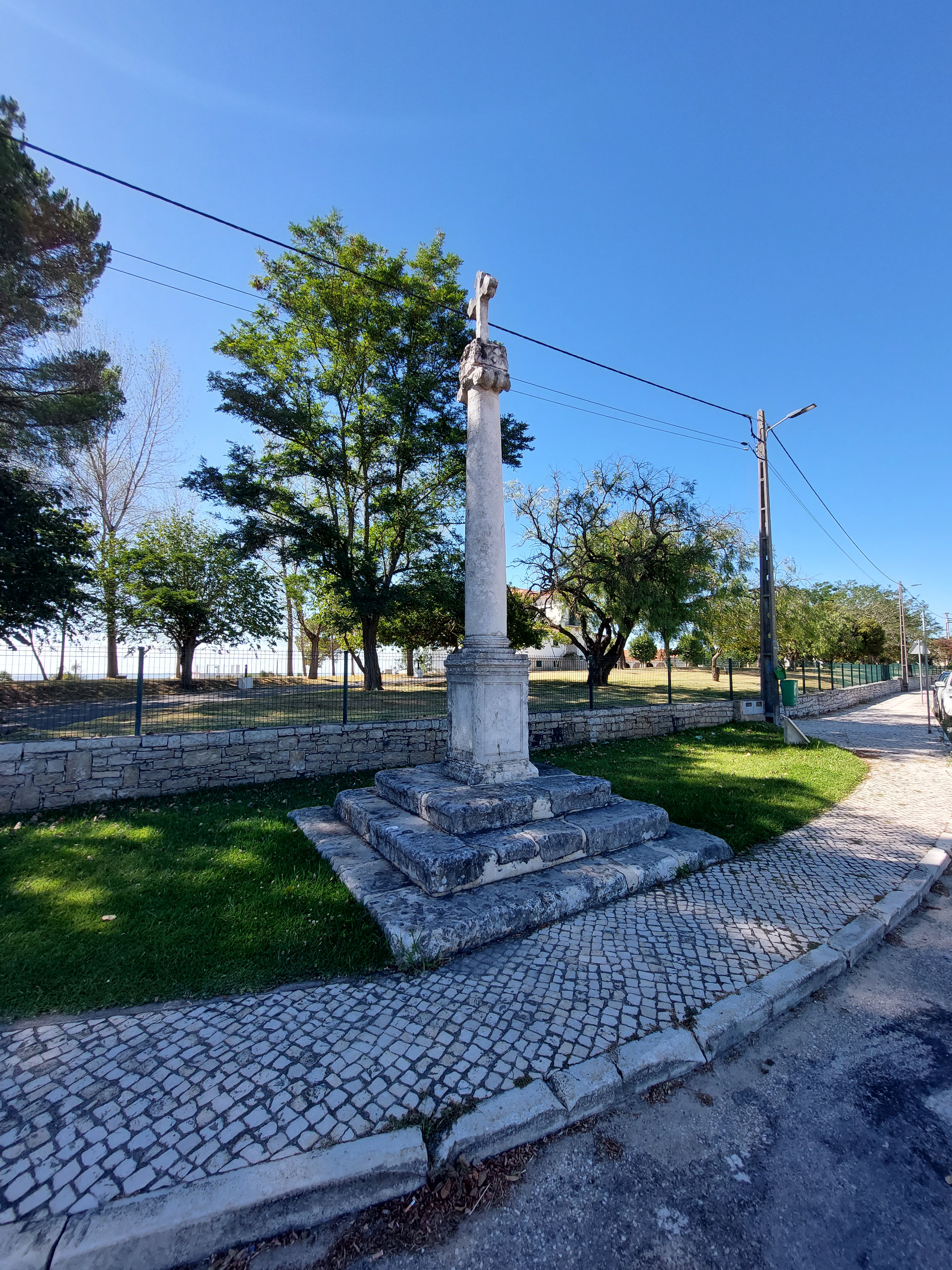
Enquadramento do Cruzeiro de São Vicente em Aljubarrota
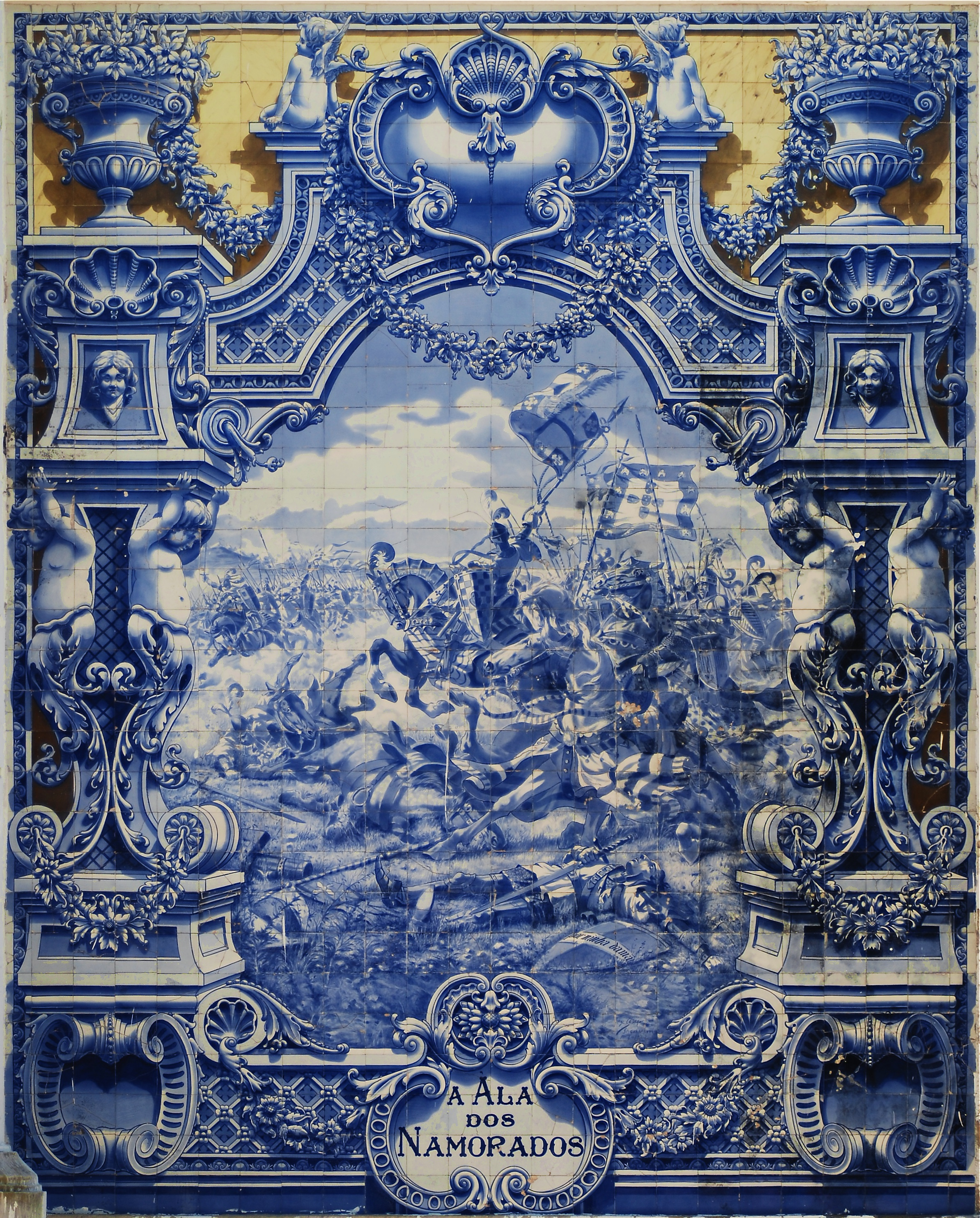
Azulejos Parque Eduardo
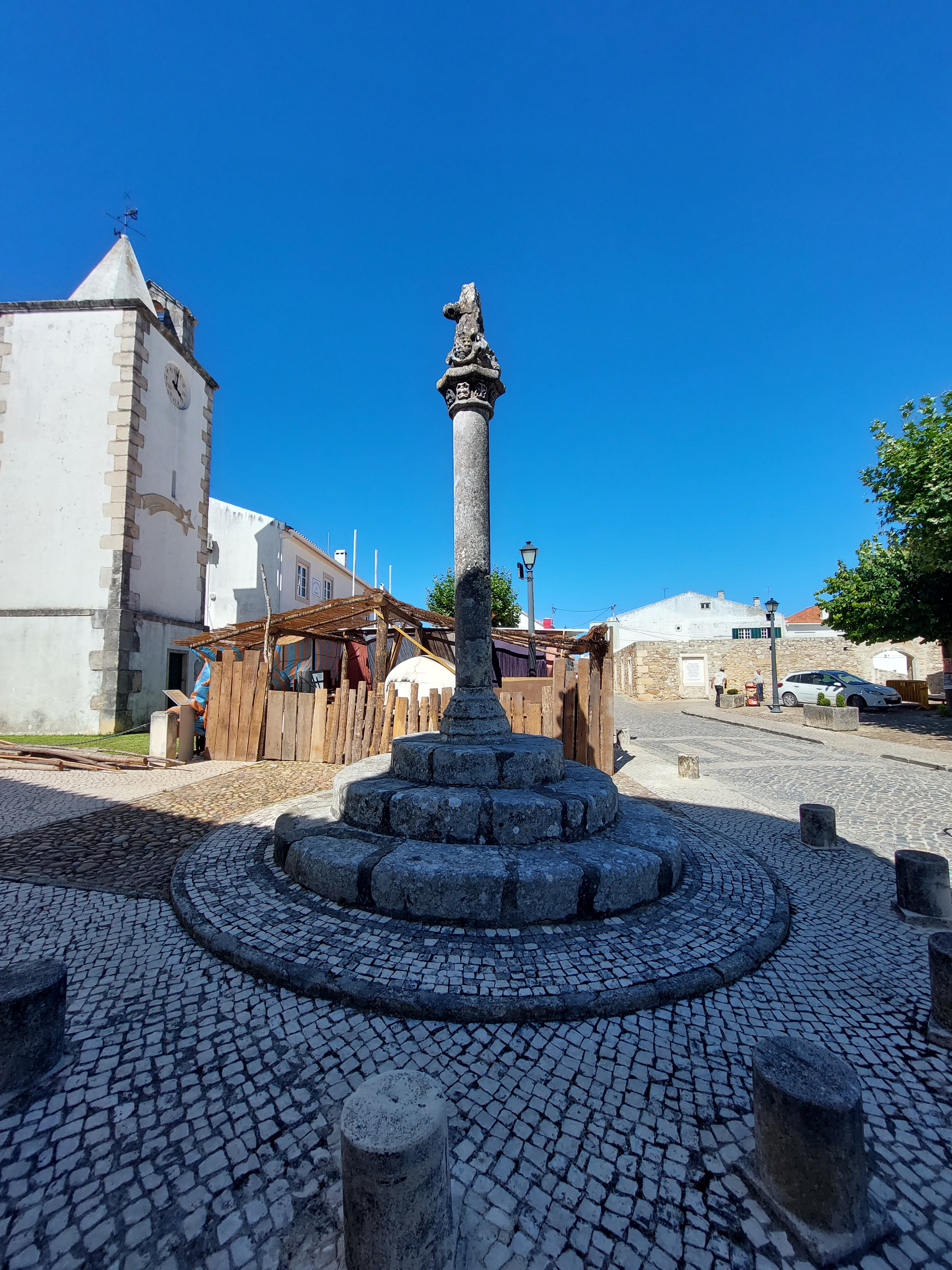
Pelourinho de Aljubarrota

A Padeira de Aljubarrota

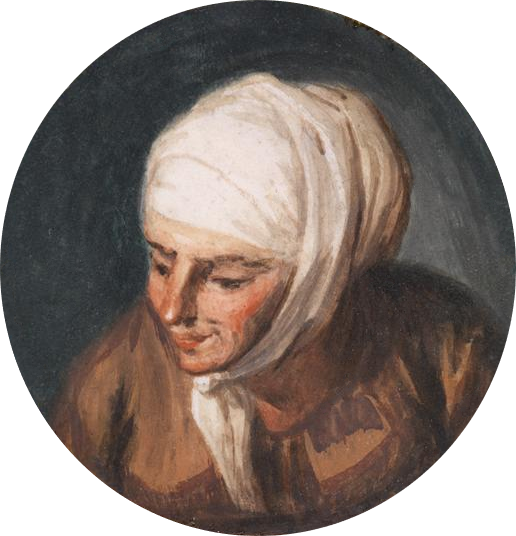
Padeira de Aljubarrota

A Padeira de Aljubarrota, Brites de Almeida, é uma heroína portuguesa que tem seu nome relacionado a vitória dos portugueses, contra as forças castelhanas, na Batalha de Aljubarrota no ano de 1385.
Os soldados castelhanos apos perder a batalha de Aljubarrota fugiram, porem foram interceptados pelos habitantes locais. A história conta que oito inimigos se esconderam na padaria de Brites, que estava sem ninguém pois ela havia saído para matar os soldados. ao voltar, ela encontrou sua porta trancada e suspeitou que pudesse ter gerreiros se escondendo dentro de sua padaria. Ela encontrou os homens escondidos no forno de sua padaria e os matou com uma pá. Ela então os cozinhou no forno junto com o pão.

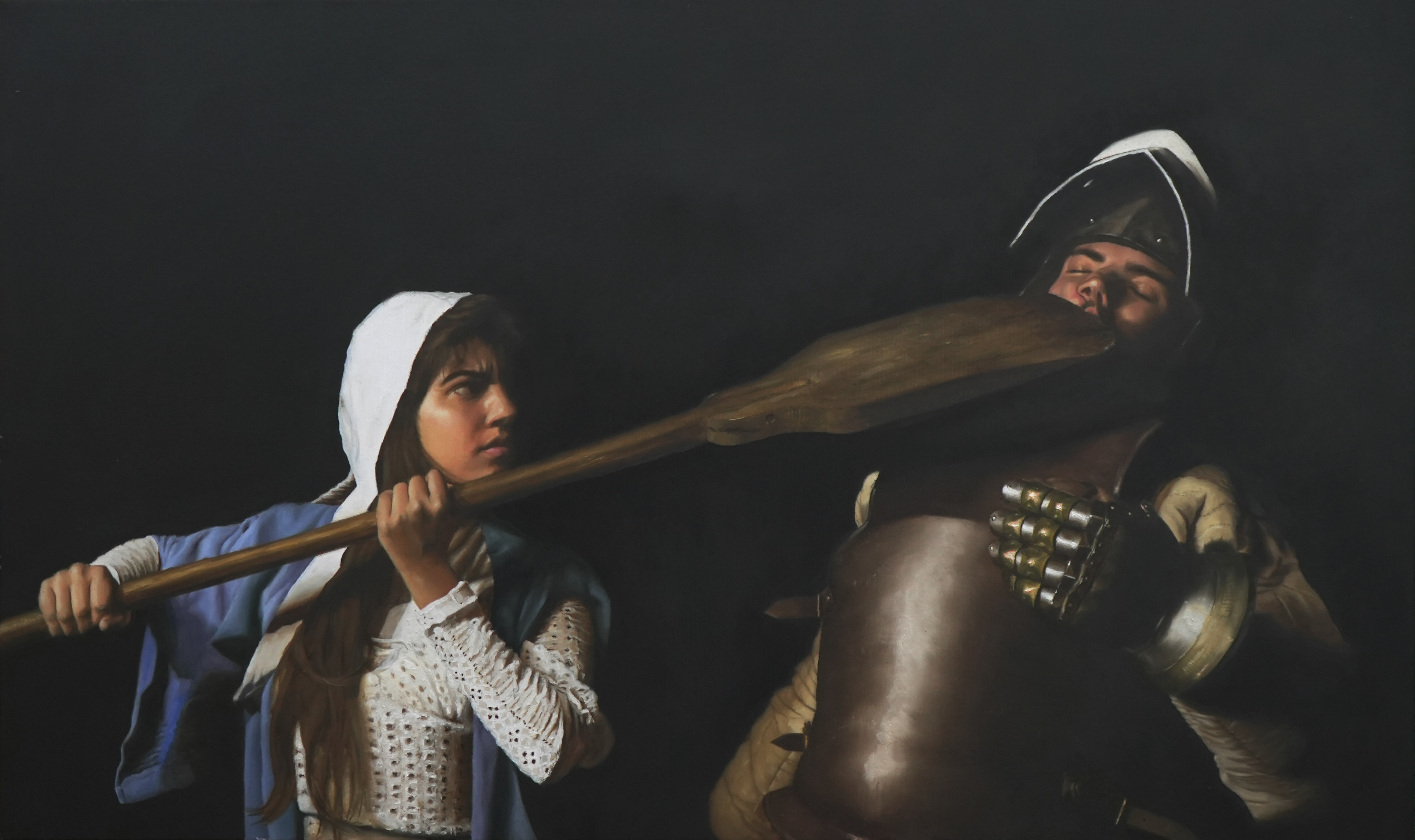
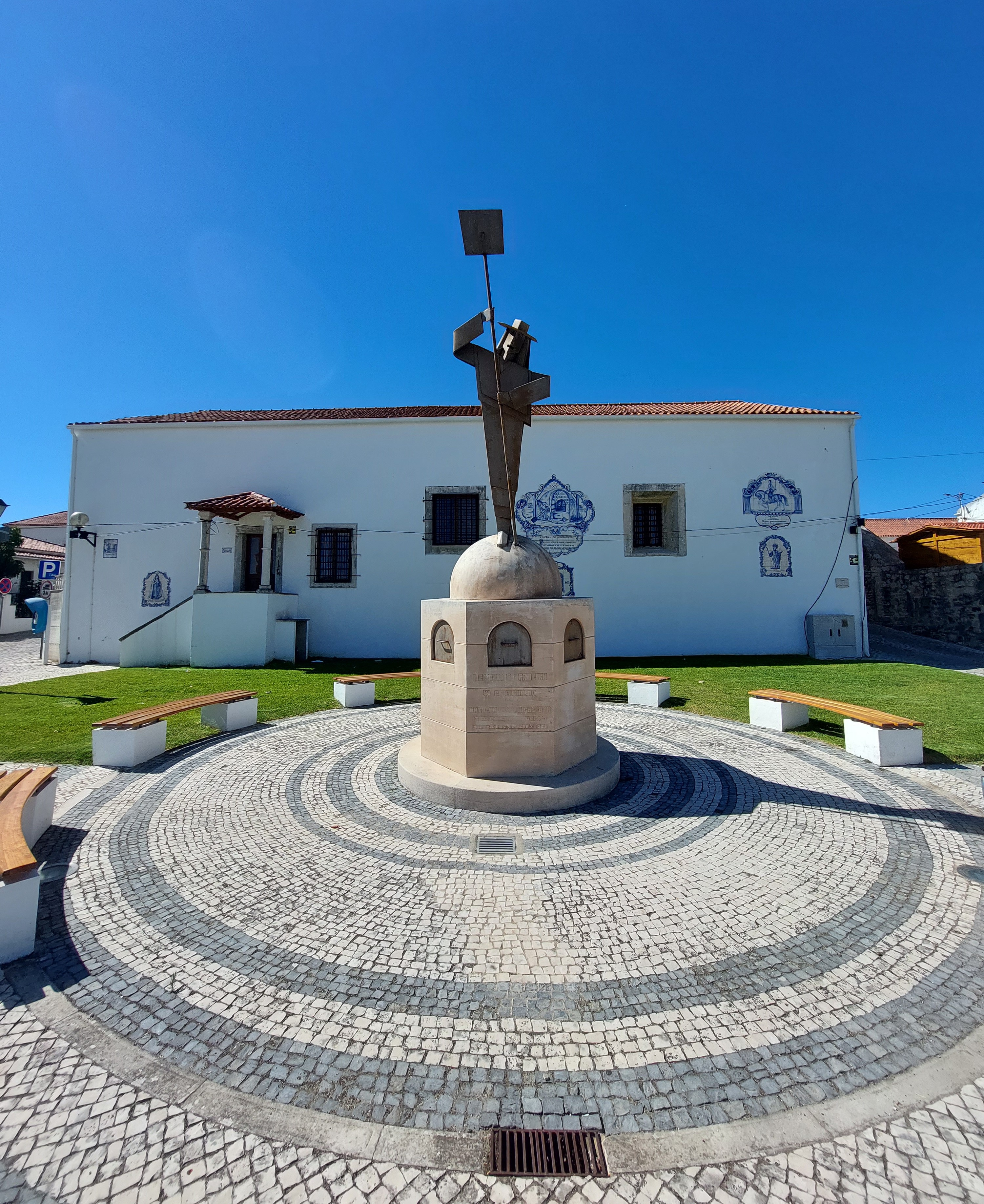
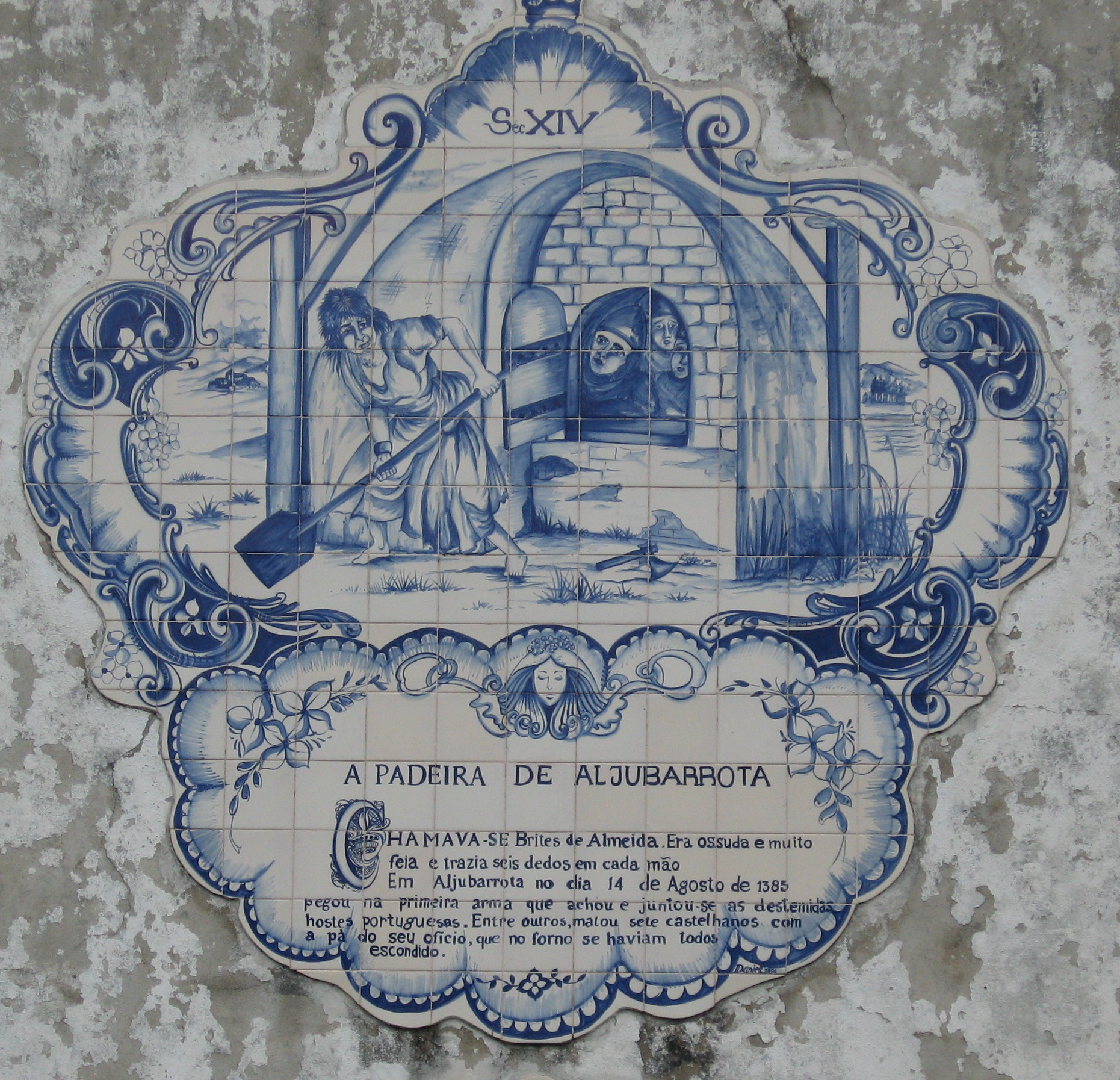

## Acessos
São Vicente de Aljubarrota é atravessada por duas vias principais, a estrada nacional número 8, e o IC2. De facto, a EN8 possibilita o acesso a Alcobaça, a sede do concelho, assim como a Caldas da Rainha. É nesta via que se localizam as localidades de Olheiros e Cumeira de Baixo.
Por sua vez, o IC2 possibilita o acesso a Leiria, a Rio Maior, a Porto de Mós e a Lisboa.
S. Vicente é também servida por outras estradas de menor relevância, onde se localizam algumas das suas localidades.